# Chaouia
Chaouïa, även stavat Shawiya är ett berbiskt folkslag från östra Algeriet. De lever framförallt runt regionen Aurès och bergskedjan Aurès. De är pastorala nomader som odlar spannmål på höglandet och trädgårdsodlingar i oaserna längs ökenkanten, de vandrar mellan de två områdena. Ett fåtal är sunnimuslimer och majoriteten av chaouïa har liten kunskap om islam.
Folket är tämligen isolerade från den urbaniserade arabisktalande algeriska befolkningen och anses av dessa som en stamminoritet. Traditionellt har kontakten med utomstående folk varit begränsad till handel med etablerade berbergrupper, särskilt till deras kabylenska grannar vilka talar en närbesläktad dialekt, samt till säsongsarbete  i de arabisktalande områdena i Maghrib.